# Guy Kawasaki
Guy Kawasaki es un reconocido especialista en el ámbito de las nuevas tecnologías y el marketing. En esta última actividad fue responsable de Macintosh como evangelista (chief evangelist), a mediados de los ochenta, con el éxito con que este trabajo fue reconocido por el mercado. Trasladó así el concepto de “evangelizar” a los negocios tecnológicos, con la idea de atraer y focalizar a usuarios vinculados al mercado Apple. En unos años difíciles para la empresa fundada por Steve Jobs, su trabajo fue internacionalmente reconocido. En la actualidad, dirige una empresa de capital riesgo en los Estados Unidos, "Garage Technology Ventures". así como evangelista jefe (chief evangelist) de la compañía Canva, una herramienta de diseño gráfico en línea.

## Infancia
Guy Kawasaki nació en Honolulu, Hawái, donde fue a la escuela de ʻIolani School. El acredita a Harold Keables por su carrera en la escritura, su maestro de inglés, quien le enseñó que "El éxito en la escritura recae en la edición."

## Publicaciones
- El arte de empezar- Ed. Ilustrae[4] - 2007
- Reglas para revolucionarios- Mr Ediciones[5] - 2001
- Cómo volver locos a tus competidores- Ed. Planeta[6] - 1998
- El arte de cautivar- Ed. Gestión 2000[7] - 2010